# NASCAR All-Star Race
La NASCAR All-Star Race è una gara automobilistica di stock car appartenente alle NASCAR Cup Series, ma che non attribuisce punti ai fini del campionato e che si tiene attualmente presso il North Wilkesboro Speedway di North Wilkesboro, in North Carolina (Stati Uniti).
Il trofeo consegnato al vincitore è una replica di un distillatore di moonshine, in ricordo delle origini delle corse di stock car nell'era dei bootleggers.

## Storia
La prima edizione dell'evento si è tenuta nel 1985 presso il Charlotte Motor Speedway (il circuito più lungo delle Cup Series dove non era obbligatorio l'utilizzo delle restrictor plates). L'evento si è tenuto nel circuito di Concord fino al 2019 (a parte nel 1986, quando l'evento si è disputato nell'ovale di Hampton, in Georgia).
Fino al 2001 l'evento coinvolgeva soltanto i piloti che avevano vinto le edizioni precedenti; quindi, con il passare degli anni, la manifestazione ha coinvolto sempre più piloti, fino ad arrivare al 2015 quando si struttura l'evento in due gare parallele, di cui la prima (attualmente denominata Open) con la funzione di qualificare dei piloti alla vera e propria All-Star Race.
Con lo scoppio della pandemia di COVID-19, nell'impossibilità di organizzare l'evento nel circuito di Charlotte, la NASCAR ha deciso di spostarlo presso l'ovale di Bristol. Poi, nel 2021, la manifestazione si è nuovamente spostata al Texas Motor Speedway (che intanto aveva perso la sua gara primaverile, venendo sostituita appunto dall'All-Star Race). Nel 2023, in occasione del 75º anniversario della NASCAR, la gara si è spostata al North Wilkesboro Speedway, dove viene ancora attualmente disputata.

## Formato
La manifestazione ha subito negli anni diverse modifiche riguardo al suo formato.
L'ultima edizione, nel 2024, si è disputata introducendo la possibilità per le squadre di utilizzare tre tipi di gomma: oltre alla dura e a quella da bagnato, i piloti possono veder montate nelle loro auto anche degli pneumatici con mescola soft.
L'evento si struttura con una divisione fra la vera All-Star Race e l'All-Star Open. Alla All-Star Race accedono il momentaneo leader della classifica e il vincitore della regular season della stagione precedente; per completare il numero degli eligible drivers, a questi due piloti si aggiungono i piloti che hanno già vinto almeno una edizione della All-Star Race (ad esclusione di quelli che fanno parte di squadre non-chartered) e coloro che hanno vinto un'edizione delle Cup Series. A questo numero di piloti si aggiungono altri tre piloti, ovvero i Top 2 dell'All-Star Open (a cui partecipano tutti gli altri piloti) e un pilota votato dagli appassionati.
Dopo le prove libere, il venerdì precedente la gara si disputano le qualifiche per determinare le griglie di partenza per l'All-Star Open e per le batterie di qualifica della All-Star Race. Il sabato si disputa l'All-Star Open sulla lunghezza di 100 giri: i primi due accedono all'All-Star Race insieme al pilota votato. Successivamente si disputano le due batterie di qualifica dell'All-Star Race, ognuna di 60 giri, per determinare la griglia di partenza.
La domenica si disputa la vera e propria All-Star Race sulla lunghezza di 200 giri, con due interruzioni al 100º e al 150º giro.

## Albo d'oro
Fonti: Racing Reference; Jayski's Silly Season Site
| Anno                      | Data                     | N°                       | Pilota                   | Scuderia                     | Costruttore              | Distanza                 | Distanza                 | Tempo                    | Media                    | Resoconto                |
| Anno                      | Data                     | N°                       | Pilota                   | Scuderia                     | Costruttore              | Giri                     | Miglia                   | Tempo                    | Media                    | Resoconto                |
| Charlotte Motor Speedway  | Charlotte Motor Speedway | Charlotte Motor Speedway | Charlotte Motor Speedway | Charlotte Motor Speedway     | Charlotte Motor Speedway | Charlotte Motor Speedway | Charlotte Motor Speedway | Charlotte Motor Speedway | Charlotte Motor Speedway | Charlotte Motor Speedway |
| ------------------------- | ------------------------ | ------------------------ | ------------------------ | ---------------------------- | ------------------------ | ------------------------ | ------------------------ | ------------------------ | ------------------------ | ------------------------ |
| 1985                      | 25 maggio                | 11                       | Darrell Waltrip          | Junior Johnson & Associates  | Chevrolet                | 70                       | 105                      | 0:40:32                  | 161.184                  | Resoconto                |
| Atlanta Motor Speedway    |                          |                          |                          |                              |                          |                          |                          |                          |                          |                          |
| 1986                      | 11 maggio                | 9                        | Bill Elliott             | Melling Racing               | Ford                     | 83                       | 126.3                    | 0:47:37                  | 159.123                  | Resoconto                |
| Charlotte Motor Speedway  |                          |                          |                          |                              |                          |                          |                          |                          |                          |                          |
| 1987                      | 17 maggio                | 3                        | Dale Earnhardt           | Richard Childress Racing     | Chevrolet                | 135                      | 202.5                    | 1:19:24                  | 153.023                  | Resoconto                |
| 1988                      | 22 maggio                | 11                       | Terry Labonte            | Junior Johnson & Associates  | Chevrolet                | 135                      | 202.5                    | 1:27:16                  | 139.228                  | Resoconto                |
| 1989                      | 21 maggio                | 27                       | Rusty Wallace            | Blue Max Racing              | Pontiac                  | 135                      | 202.5                    | 1:31:25                  | 133.150                  | Resoconto                |
| 1990                      | 20 maggio                | 3                        | Dale Earnhardt           | Richard Childress Racing     | Chevrolet                | 70                       | 105                      | 0:38:39                  | 163.001                  | Resoconto                |
| 1991                      | 19 maggio                | 28                       | Davey Allison            | Robert Yates Racing          | Ford                     | 70                       | 105                      | 0:37:20                  | 168.750                  | Resoconto                |
| 1992                      | 16 maggio                | 28                       | Davey Allison            | Robert Yates Racing          | Ford                     | 70                       | 105                      | 0:47:29                  | 132.678                  | Resoconto                |
| 1993                      | 22 maggio                | 3                        | Dale Earnhardt           | Richard Childress Racing     | Chevrolet                | 70                       | 105                      | 0:45:06                  | 139.690                  | Resoconto                |
| 1994                      | 21 maggio                | 7                        | Geoff Bodine             | Geoff Bodine Racing          | Ford                     | 70                       | 105                      | 0:54:31                  | 115.561                  | Resoconto                |
| 1995                      | 20 maggio                | 24                       | Jeff Gordon              | Hendrick Motorsports         | Chevrolet                | 70                       | 105                      | 0:42:27                  | 148.410                  | Resoconto                |
| 1996                      | 18 maggio                | 21                       | Michael Waltrip          | Wood Brothers Racing         | Ford                     | 70                       | 105                      | 0:38:43                  | 162.721                  | Resoconto                |
| 1997                      | 17 maggio                | 24                       | Jeff Gordon              | Hendrick Motorsports         | Chevrolet                | 70                       | 105                      | 0:39:54                  | 157.895                  | Resoconto                |
| 1998                      | 16 maggio                | 6                        | Mark Martin              | Roush Racing                 | Ford                     | 70                       | 105                      | 0:49:44                  | 142.084                  | Resoconto                |
| 1999                      | 22 maggio                | 5                        | Terry Labonte            | Hendrick Motorsports         | Chevrolet                | 70                       | 105                      | 0:34:20                  | 183.495                  | Resoconto                |
| 2000                      | 20 maggio                | 8                        | Dale Earnhardt Jr.       | Dale Earnhardt, Inc.         | Chevrolet                | 70                       | 105                      | 0:37:43                  | 167.035                  | Resoconto                |
| 2001                      | 19/20 maggio             | 24                       | Jeff Gordon              | Hendrick Motorsports         | Chevrolet                | 70                       | 105                      | 0:34:03                  | 185.022                  | Resoconto                |
| 2002                      | 18 maggio                | 12                       | Ryan Newman              | Penske Racing                | Ford                     | 90                       | 135                      | 1:13:38                  | 110.005                  | Resoconto                |
| 2003                      | 17 maggio                | 48                       | Jimmie Johnson           | Hendrick Motorsports         | Chevrolet                | 90                       | 135                      | 1:00:46                  | 133.297                  | Resoconto                |
| 2004                      | 22 maggio                | 17                       | Matt Kenseth             | Roush Racing                 | Ford                     | 90                       | 135                      | 1:28:09                  | 91.889                   | Resoconto                |
| 2005                      | 21 maggio                | 6                        | Mark Martin              | Roush Racing                 | Ford                     | 90                       | 135                      | 1:11:05                  | 113.951                  | Resoconto                |
| 2006                      | 20 maggio                | 48                       | Jimmie Johnson           | Hendrick Motorsports         | Chevrolet                | 90                       | 135                      | 1:18:25                  | 103.29                   | Resoconto                |
| 2007                      | 19 maggio                | 29                       | Kevin Harvick            | Richard Childress Racing     | Chevrolet                | 80                       | 120                      | 1:20:49                  | 89.091                   | Resoconto                |
| 2008                      | 17 maggio                | 9                        | Kasey Kahne              | Gillett Evernham Motorsports | Dodge                    | 100                      | 150                      | 1:08:38                  | 120.113                  | Resoconto                |
| 2009                      | 16 maggio                | 14                       | Tony Stewart             | Stewart-Haas Racing          | Chevrolet                | 100                      | 150                      | 1:30:47                  | 156.809                  | Resoconto                |
| 2010                      | 22 maggio                | 2                        | Kurt Busch               | Penske Racing                | Dodge                    | 100                      | 150                      | 1:35:34                  | 94.175                   | Resoconto                |
| 2011                      | 21 maggio                | 99                       | Carl Edwards             | Roush Fenway Racing          | Ford                     | 100                      | 150                      | 1:10:24                  | 127.841                  | Resoconto                |
| 2012                      | 19 maggio                | 48                       | Jimmie Johnson           | Hendrick Motorsports         | Chevrolet                | 90                       | 135                      | 1:28:00                  | 92.045                   | Resoconto                |
| 2013                      | 18 maggio                | 48                       | Jimmie Johnson           | Hendrick Motorsports         | Chevrolet                | 90                       | 135                      | 1:29:20                  | 90.672                   | Resoconto                |
| 2014                      | 17 maggio                | 1                        | Jamie McMurray           | Chip Ganassi Racing          | Chevrolet                | 90                       | 135                      | 1:20:35                  | 100.517                  | Resoconto                |
| 2015                      | 16 maggio                | 11                       | Denny Hamlin             | Joe Gibbs Racing             | Toyota                   | 110                      | 165                      | 1:33:00                  | 106.452                  | Resoconto                |
| 2016                      | 21 maggio                | 22                       | Joey Logano              | Team Penske                  | Ford                     | 113                      | 169.5                    | 1:43:40                  | 98.103                   | Resoconto                |
| 2017                      | 20 maggio                | 18                       | Kyle Busch               | Joe Gibbs Racing             | Toyota                   | 70                       | 105                      | 1:12:47                  | 86.558                   | Resoconto                |
| 2018                      | 19 maggio                | 4                        | Kevin Harvick            | Stewart-Haas Racing          | Ford                     | 93                       | 139.5 (224.503)          | 1:38:50                  | 84.688                   | Resoconto                |
| 2019                      | 18 maggio                | 42                       | Kyle Larson              | Chip Ganassi Racing          | Chevrolet                | 88                       | 132 (212.433)            | 1:36:18                  | 77.439                   | Resoconto                |
| Bristol Motor Speedway    |                          |                          |                          |                              |                          |                          |                          |                          |                          |                          |
| 2020                      | 15 luglio                | 9                        | Chase Elliott            | Hendrick Motorsports         | Chevrolet                | 140                      | 74.6                     | 1:08:10                  | 65.680                   | Resoconto                |
| Texas Motor Speedway      |                          |                          |                          |                              |                          |                          |                          |                          |                          |                          |
| 2021                      | 13 giugno                | 5                        | Kyle Larson              | Hendrick Motorsports         | Chevrolet                | 100                      | 150                      | 1:45:59                  | 84.919                   | Resoconto                |
| 2022                      | 22 maggio                | 12                       | Ryan Blaney              | Team Penske                  | Ford                     | 140                      | 210                      | 2:02:47                  | 102.620                  | Resoconto                |
| North Wilkesboro Speedway |                          |                          |                          |                              |                          |                          |                          |                          |                          |                          |
| 2023                      | 21 maggio                | 5                        | Kyle Larson              | Hendrick Motorsports         | Chevrolet                | 200                      | 125                      | 1:20:59                  | 92.612                   | Resoconto                |
| 2024                      | 19 maggio                | 22                       | Joey Logano              | Team Penske                  | Ford                     | 200                      | 125                      | 1:19:57                  | 93.809                   | Resoconto                |

### Piloti plurivincitori
| Vittorie | Pilota         | Edizioni               |
| -------- | -------------- | ---------------------- |
| 4        | Jimmie Johnson | 2003, 2006, 2012, 2013 |
| 3        | Dale Earnhardt | 1987, 1990, 1993       |
| 3        | Jeff Gordon    | 1995, 1997, 2001       |
| 3        | Kyle Larson    | 2019, 2021, 2023       |
| 2        | Davey Allison  | 1991, 1992             |
| 2        | Terry Labonte  | 1988, 1999             |
| 2        | Mark Martin    | 1998, 2005             |
| 2        | Kevin Harvick  | 2007, 2018             |
| 2        | Joey Logano    | 2016, 2024             |

### Teamplurivincitori
| Vittorie | Team                        | Edizioni                                                         |
| -------- | --------------------------- | ---------------------------------------------------------------- |
| 11       | Hendrick Motorsports        | 1995, 1997, 1999, 2001, 2003, 2006, 2012, 2013, 2020, 2021, 2023 |
| 5        | Team Penske                 | 2002, 2010, 2016, 2022, 2024                                     |
| 4        | Richard Childress Racing    | 1987, 1990, 1993, 2007                                           |
| 4        | Roush Fenway Racing         | 1998, 2004, 2005, 2011                                           |
| 2        | Junior Johnson & Associates | 1985, 1988                                                       |
| 2        | Robert Yates Racing         | 1991, 1992                                                       |
| 2        | Joe Gibbs Racing            | 2015, 2017                                                       |
| 2        | Stewart-Haas Racing         | 2009, 2018                                                       |
| 2        | Chip Ganassi Racing         | 2014, 2019                                                       |

### Costruttori plurivincitori
| Vittorie | Costruttori | Edizioni |
| -------- | ----------- | --- |
|          | Chevrolet   | 1985, 1987, 1988, 1990, 1993, 1995, 1997, 1999, 2000, 2001, 2003, 2006, 2007, 2009, 2012, 2013, 2014, 2019, 2020, 2021, 2023 |
|          | Ford        | 1986, 1991, 1992, 1994, 1996, 1998, 2002, 2004, 2005, 2011, 2016, 2018, 2022, 2024                                           |
|          | Dodge       | 2008, 2010 |
|          | Toyota      | 2015, 2017 |